# USS Redfin (SS-272)
O USS Redfin foi um submarino operado pela Marinha dos Estados Unidos e a sexagésima embarcação da Classe Gato. Sua construção começou em setembro de 1942 nos estaleiros da Manitowoc Shipbuilding Company em Manitowoc, no Wisconsin, e foi lançado ao mar em abril de 1943, sendo comissionado na frota norte-americana em agosto do mesmo ano. Era armado com dez tubos de torpedo de 533 milímetros, possuía um deslocamento submerso de 2,4 mil toneladas e conseguia alcançar uma velocidade máxima de vinte nós na superfície e nove nós submerso.
O Redfin entrou em serviço no meio da Segunda Guerra Mundial. Ele realizou ao todo seis patrulhas até o fim da guerra, afundando um contratorpedeiro, três navios de carga e dois petroleiros japoneses. Foi descomissionado em novembro de 1946 e convertido num submarino de piquete de radar, voltando ao serviço em janeiro de 1953 e atuando nessa função por seis anos. Em abril de 1959 foi convertido em um submarino de treinamento e pesquisa, operando em suporte a projetos de pesquisa e desenvolvimento até ser descomissionado em maio de 1967 e desmontado.